# Godzilla: Destroy All Monsters Melee
Godzilla: Destroy All Monsters Melee is een vechtspel gebaseerd op de Godzillafilms. Het spel werd ontwikkeld door Pipeworks Software, en uitgebracht door Atari op 11 oktober 2002. Het spel is ontwikkel voor de GameCube, en in de Verenigde Staten ook voor de Xbox.

## Gameplay
De speler neemt in het spel de rol aan van Godzilla of een van de andere kaiju uit zijn films. De plot van het spel draait om het tegenhouden van een buitenaards ras genaamd de Vortaak. De Vortaak hebben meerdere aardse monsters onder hun controle genomen, en gebruiken ze om de aarde aan te vallen.
Het spel bevat naast vechten ook nog andere modes, zoals de Destruction mode. Hierin moeten spelers in zo kort mogelijke tijd proberen een stad te vernietigen.

## Monsters

### Bespeelbaar
- Anguirus
- Destoroyah
- Gigan
- Godzilla 90's
- Godzilla 2000
- King Ghidorah
- Mechagodzilla 2 (Beschikbaar in de Xbox versie en de Amerikaanse GameCube versie).
- Mechagodzilla 3 (Beschikbaar in de Xbox versie en de Japanse GameCube versie).
- Mecha-King Ghidorah
- Megalon
- Orga
- Rodan

### Niet bespeelbaar
- Hedorah (verschijn af en toe in zijn vliegende vorm. Wanneer hij in beeld is, geneest de speler minder snel).
- Mothra (verschijnt wanneer een monster een Mothra-symbool pakt, en valt vervolgens de tegenstander van dit monster aan).

## Gebieden
Het spel speelt zich af in verschillende gebieden, zowel overdag als ’s nachts.
- Tokio (3 variaties)
- Osaka (3 variaties)
- Londen (3 variaties)
- Seattle (3 variaties)
- San Francisco (3 variaties)
- Los Angeles (3 variaties)
- Monster Island
- Mothership
- Boksring (alleen op de Xbox)
- Vortaak Home World (alleen op de Xbox)